# Gentilhombre de cámara con ejercicio
Gentilhombre de cámara con ejercicio era una clase palaciega de la Real Casa y Patrimonio de la Corona de España, a la que, durante los reinados de Fernando VII, Isabel II, Alfonso XII y Alfonso XIII, se accedía como un honor conferido por el monarca. Las personas que ostentaban tal título no tenían ya funciones concretas dentro del ceremonial de la corte, ni prestaban servicio salvo excepciones, siendo su nombramiento una señal del aprecio real. 

## Antecedentes históricos
Tenía esta clase su antecedente histórico en la clase de Gentilhombre de la Real Cámara, si bien, esta última clase palatina que había existido en la época de los Austrias y los primeros Borbones estaba formaba por miembros de la alta nobleza, generalmente, que sí ejercían servicio diario cerca del Monarca junto a los Mayordomos de semana y los Gentilhombres de Casa y Boca. 
El rey Fernando VII, al reorganizar la Real Casa a partir de 1815, mantuvo como clases con servidumbre a la de los Mayordomos de semana y la de gentilhombre grande de España con ejercicio y servidumbre mientras que se creó esta nueva clase de Gentilhombre de Cámara con ejercicio para manifestar el Real aprecio a personas que habían desarrollado servicios distinguidos a la Corona.

## Privilegios y distintivo

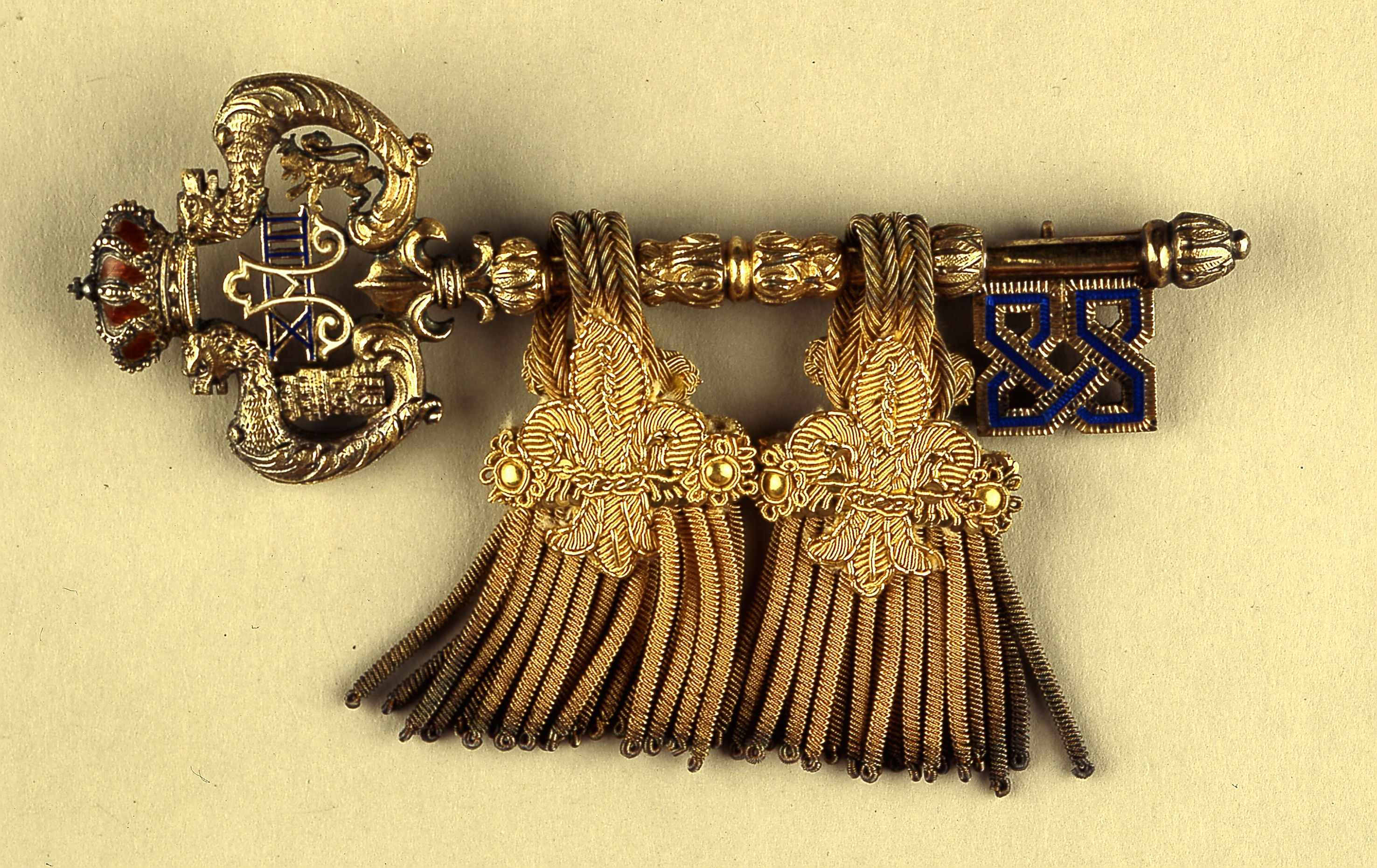
Distintivo de Gentilhombre de Cámara durante el reinado de Alfonso XIII, perteneciente al Contralmirante Wenceslao Benítez Inglott (1931).

Esta clase cortesana seguía en categoría a la de gentilhombre grande de España con ejercicio y servidumbre.
Eran formalmente dependientes del Sumiller de Corps, José de Saavedra y Salamanca en tiempos de Alfonso XIII, y, por su condición, tenían paso libre en el Palacio Real de Madrid hasta la Cámara, siendo invitados a las capillas públicas.
Su distintivo era una llave dorada con flecos igualmente de oro que se llevaba prendida al costado derecho en cualquier traje de etiqueta. 

## Gentilhombres destacados durante el reinado de Alfonso XIII
De esta forma, durante el reinado del último Rey antes de suprimirse esta categoría palaciega que fue Alfonso XIII, fueron nombrados, entre otros, como gentilhombres de cámara personajes como los generales Joaquín Milans del Bosch, José Villalba Riquelme, ministro de la Guerra y fundador de la Legión, Francisco Franco, Francisco Gómez Jordana, Alto Comisario de España en Marruecos, Francisco Gómez-Jordana Sousa, conde de Jordana, y José Enrique Varela, los comandantes del Plus Ultra Ramón Franco Bahamonde y Julio Ruiz de Alda Miqueleiz, los políticos Eugenio Espinosa de los Monteros y Bermejillo, José Luis Goyoaga Escario, Guillermo de Osma y Scull, Manuel González Hontoria y Juan Antonio Suanzes Fernández, el médico Mariano Gómez Ulla, los empresarios Fernando de Ybarra, marqués de Arriluce de Ybarra y Carlos Godó Valls, los ingenieros Emilio Herrera, José Ortiz Echagüe, Eduardo Torroja y Miret, Manuel de Cominges y Tapias, y José Moreno Osorio, conde de Fontao, el escritor José María Pemán, el experto en cerámica Manuel Escrivá de Romaní, conde de Casal, el abogado Antonio Comyn Crooke ,Conde de Albiz o los empleados de la propia Real Casa, Emilio de Torres, marqués de las Torres de Mendoza, secretario particular del monarca y Miguel González de Castejón, conde de Aybar, intendente de la misma.

## Lista de Gentilhombres en 1931
En el momento del advenimiento de la Segunda República Española, el 14 de abril de 1931, en que dicho cargo fue suprimido, los 521 Gentilhombres de Cámara con ejercicio que se hallaban en activo, con indicación del año de su nombramiento, eran los siguientes, viviendo aún algunos nombrados por Isabel II, abuela del monarca destronado: 

### Nombrado entre 1847 y 1857
1847
- Emilio Fernández de Angulo y Pons, III Conde de Cabarrús[1]

Alonso Segundo Pacheco Montero Nieto y Cervantes (brigadier de caballería) el 7 de marzo de 1847 le fue investido la llave de Gentil-Hombre de Cámara de S. M. con ejercicio.
1850
- José Morphy y Martí

1854
- Juan Van Halen y Sartí[2]

1855
- José Genaro Villanova Jiménez

### Nombrados entre 1857 y 1899
1857:
- Carlos Marfori y Callejas, I marqués de Loja

1863:
- Guillermo Morphy y Ferriz de Guzmán

1865:
- Pedro Montalvo y Romero

- Juan Manuel Manzanedo González, I marqués de Manzanedo

1868:
- Narciso Muñiz de Tejada
- Gabriel Forcade y Fuentes

1878
- Manuel de Cominges y Calvo

1879:
- José López de Castilla
- Ramón de Ciria y Grases

1880:
- Saturnino Esteban Collantes

1883:
- Juan Ko-Kly
- Carlos Lacroix

1884:
- Diego del Alcázar Guzmán
- Imeldo Serís Granier y Blanco

1885:
- marqués de Palmerola
- Nazario Calonge y García

1886:
- Enrique de Escalada y López
- marqués de Dílar
- José Palomino y Asencio

1891:
- Luis Lerdo de Tejada y San Juan

1893:
- marqués de Valdeiglesias

1894:
- Guillermo Benito Rolland
- Juan de Cayuela y Ramón

1896:
- Conde viudo de Albiz

1897:
- Fernando Halcón y Sáenz de Tejada
- marqués de Cayo del Rey

1898:
- Conde de Casal
- Alfonso Zulueta y Petre

1899:
- marqués de Cervera

### Nombrados entre 1900 y 1910
1900:
- marqués de Casa-Valdés

1901:
- marqués de Nibbiano
- marqués de Merry del Val

1902:
- Vizconde de Bellver
- Silvino Moreno y Núñez Flores
- Vizconde de Uzqueta

1903:
- Pascual de Guzmán y Pajarón

1904:
- Conde de Gondomar
- Antonio Tavira y Acosta
- José Herreros de Tejada
- Conde de Cerragería
- Ramón Piña y Mollet
- Manuel Cortés y García
- Carlos de Fontcuberta
- Enrique Sureda y Morera
- Máximo Pascual de Quinto
- marqués de Salvatierra
- Isidoro Pérez de Herrasti
- Conde de Aguiar
- Antonio Guajardo-Fajardo y Torres
- Antonio García Pérez
- Manuel Coloma y Roldán
- Conde de Cedillo
- José María Quiñones de León
- marqués de Ariany
- Ángel Galarza y Vidal
- Barón de Casa Davalillo

1906:
- Manuel Uriarte y Badía
- Isidoro de Urdáiz y Salazar
- Jorge Corbí y Asensi
- Emilio Godínez
- marqués de Acha
- Pedro Vasco y Vasco
- marqués de Sauzal
- Juan de Béthencourt y Domínguez
- Tomás de Sotomayor y Pinto
- Francisco Manrique de Lara y Ponte
- Pedro Miguel de Sotomayor y Pinto
- Conde de la Vega Grande de Guadalupe
- marqués de Acialcázar
- marqués de la Villa de San Andrés
- Mateo Silvela Casado
- Conde de Pradere
- José María Martínez Montaner

1907:
- Conde de Aybar
- Eduardo Ruiz y García Hita
- marqués de Benicarló
- Conde de Berbedel
- José Villalba y Avilés
- Luis Ruiz de Valdivia
- Mariano Dusmet y Azpiroz
- Alejandro Calonge y Motta
- José Tabares y Bartlet
- Federico Baleato y Quirós
- Fernando Frías y Pérez de los Cobos
- Nicolás de Alós y Rivero
- marqués de González de Quirós
- marqués de Torres de Mendoza

1908:
- marqués de Vivel
- Eugenio Espinosa de los Monteros y Bermejillo
- José de Lastra y Rojas
- Guillermo Boladeres y Romá
- marqués de Oliver
- Ángel Gómez Inguanzo
- marqués de Unzá del Valle
- marqués de Alventos
- marqués de Torres Soto
- Victoriano Guzmán y Rodríguez
- Pablo Soler y Guardiola
- Vizconde de Forgás
- José Orozco y Mijares
- marqués de Torre Ocaña
- José Santos Suárez
- Conde del Zenete
- D. Francisco de Uzqueta y Benítez
- D. Julián del Arroyo y Moret
- Joaquín Milans del Bosch
- Manuel Pano y Ruata

1909:
- Rafael Moreno y Castañeda
- Manuel de Soto
- Alfredo Laffitte y Obineta
- marqués de González de Castejón
- Conde de Torata
- Antonio Sousa y Regoyos
- Luis Parreya y Bayo
- Eduardo Martín y Peña
- Juan Gómez y Landero
- Conde de Urbina
- Silvio Fernández Vallín y Alfonso
- Vicente Díez y Sáez

1910:
- Juan Riaño y Gayangos
- marqués de Torrelaguna
- Conde de Aguilar
- Casimiro Lopo y Molano
- Cristóbal Fernández Vallín y Alfonso
- Conde de O`Brien
- marqués de Movellán
- Manuel González Hontoria
- marqués del Zarco
- marqués de Amposta

### Nombrados entre 1911 y 1919
1911:
- José Carranza y Garrido
- José María Hurtado de Mendoza
- Antonio Perea y Chacón
- Conde de Llovera
- José Villalba Riquelme
- Juan Pereyra y Morante
- Miguel Salvador y Ulloa

1912:
- marqués de Murga
- Joaquín de Ciria y Vinent
- Luis Bermúdez de Castro
- Eladio Mille y Suárez
- Victoriano López-Dóriga
- marqués de Breéis
- José de Salas y Vaca
- Joaquín de Nadal y Ferrer
- Conde de Montseny
- José Delgado y Brackenbury
- marqués de Casa-Mendaro
- marqués viudo de Dos Aguas

1913:
- José Jáudenes y Clavijo
- Ernesto Luque y Maraver
- José Luis Goyoaga Escario
- Juan Planas y Bretón del Río
- Conde de Rosillo
- marqués de la Vega Inclán
- Juan Carranza y Garrido

1914:
- José Marvá y Mayer
- José de la Azuela y Salcedo
- Gabriel Pastor y Galcerán
- Eduardo Sánchez-Arjona y Sánchez-Arjona
- José María de Aristeguieta y Amilibia
- marqués de Güell
- marqués del Bermejillo del Rey
- José Pulido y López
- Emilio Ortuño y Berte
- Vicente Gimeno y Rodríguez-Jaén
- Francisco Núñez y Topete
- Luis Álvarez de Estrada y García-Camba
- Jorge Satrústegui y Barrié
- Agustín de la Serna y Ruiz
- Joaquín García Pallasar
- marqués de Serdañola
- Emilio Moreno y Rosales
- José Rico y Megina
- Romeo Jaime de Baguer y Corsi
- marqués de la Torrehermosa
- marqués de Aycínena
- Francisco Reinoso y Mateo
- Emilio Herrera Linares
- José Ortiz Echagüe
- Silverio Araújo y Torres
- Fulgencio Quetcutti y Delgado
- Ramón de Ciria y Pont

1915:
- Barón de Sacro Lirio
- Octavio Lafita y Aznar
- Fernando Pérez y Ojeda

1916:
- Arturo Querol y Olmedilla
- Miguel Elizaicín y España
- Manuel de la Barrera-Caro y Fernández
- marqués de Goicorrotea
- marqués de Aymerich
- Conde de Calleja
- José Coello y Pérez del Pulgar
- Santiago Méndez de Vigo
- Gabriel Mourente y Balado
- Baltasar Hernández Briz
- marqués de Tablantes
- Augusto Ruiz
- Emilio Antón e Iboleón
- Balbino Gil-Dolz del Castellar
- marqués de la Calzada
- Segundo Díaz Herrera y León
- Carlos Pombo
- Luis Medina y Garvey
- Pedro Sebastián de Erice
- Ricardo Spottorno y Sandoval
- José Barbeta y Raurell
- Alejandro Padilla y Bell
- José Riquelme y López-Bago
- Barón de Griñó
- Guillermo Elío y Molinuelo

1917:
- Barón de Planés y de Patraix
- Ramón García Menacho
- Conde de Trénor
- Gabriel María Laffitte y Ruiz
- marqués de la Ribera

1918:
- Agustín Robles y Vega
- Enrique González y Jurado

1919:
- Antonio San Gil y Villanueva
- Vizconde de Gracia Real
- Conde de la Marquina
- Conde de Villamediana
- José de Oltra y Fullana
- Conde de Porto Alegre
- Carlos Banús y Comas
- Enrique de la O y López
- Luis Ibáñez de Lara
- marqués de Arriluce de Ybarra
- Conde de Castillo Fiel
- Adolfo Núñez Suárez
- José de Arquer y Vives
- Joaquín Sagnier y Villavechia
- Emilio Palacios y Fau
- Juan Cárdenas y Rodríguez de Rivas
- Conde de Leyva
- José Antonio Artigas y Sanz
- Jesús Cofre y Belda
- marqués de Santa Isabel
- marqués de Zambrano
- Francisco Mercader y Zufla
- Carlos de Albert y Despujol
- Benito de Pomés y de Pomar
- marqués viudo de Casa Loring
- Vicente Calderón y Ozores
- Joaquín Farguell
- Domingo de Salazar e Ibáñez
- Vizconde de Viota de Arba
- Conde de Torre Vélez
- Vizconde de Estés
- Valentín Valera y Calvet
- José Martí y Sacone
- Francisco Ferry y Ponce de León
- Francisco Patxot Madoz
- Conde de Jordana
- Blas Aguilar y Alvarado
- Leopoldo Colombo y Autrán
- Manuel de Iruretagoyena y Errazu
- Juan de Llasera y Roura
- Conde de San Esteban de Cañongo
- Juan Server y West
- José Díez de Rivera y Muro
- Luis de Andrada-Vanderwilde y Pérez de Vargas
- Pedro Jordán de Urríes y Patiño
- Manuel Piquer y Martínez
- Mariano Martí y Ventosa

### Nombrados entre 1920 y 1931
1920:
- Barón de Cuadras
- marqués de Castell-Florite
- Mateo García de los Reyes
- Fernando Sartorius Chacón, conde de San Luis
- Conde de Finat
- Ricardo Aranaz e Izaguirre
- Fernando Príes y Gross, conde de Príes
- Emilio Fernández Pérez
- marqués de la Torre
- Ramón Pidal y Lobatón
- Leopoldo Saro Marín, conde de la Playa de Ixdain
- Carlos Guerra y Zabala
- Eduardo Suárez y Souza
- Justo Santos y Ruiz Zorrilla
- Felipe Quintana y Bolado
- Conde de la Torre de Cela
- Conde de Torrepando
- Ángel Carrasco y González Elipe
- Jorge López de Sagrado

1921:
- Manuel Diego de Cominges y Tapias
- Antonio Cominges
- Emilio Izquierdo Arroyo
- José Valero y Barragán
- Enrique Martínez Pérez
- Antonio Pons y Santoyo
- Isidoro Valcárcel y Blaya
- marqués de la Real Defensa
- Manuel Gómez y García Barzanallana
- Conde de Buena Esperanza
- Fulgencio Cerón y Gutiérrez
- Joaquín Gardoqui y Suárez
- Conde de Vilanova
- Rafael Reynot y Garrigó
- Cayetano de Reyna y Travieso
- Barón de las Torres
- Manuel Larraz y Tamayo
- Ramón Ferrer e Hilario
- José María Tassara y González
- Barón de Monclar
- Pedro Sanguinés
- Barón de San Petrillo
- José Millán y Terreros
- Luis Fabra y Sentmenat
- Carlos de Uhagón y Azizpe
- Félix Churruca y Dotres
- Conde del Valle de Suchill
- marqués de la Cueva del Rey
- Francisco Javier Dusmet y Arizcum
- Conde de Fontao
- Fernando Rich y Font
- Conde de Jiménez de Molina
- Francisco Álvarez y Riva
- Ángel Morales y Reynoso
- Carlos León y D, Orticós
- marqués de las Navas de Navarra
- Luis López y Santiesteban
- Federico Santander Ruiz-Giménez

1922:
- Fernando Álvarez de la Campa y Arumi
- Miguel Núñez de Prado y Susbielas
- Antonio Sangier y Costa
- Manuel González Carrasco
- Gabriel de Benito y Terraza
- Sebastián Ramos y Serrano
- José Enrique Varela
- Miguel Manrique de Lara y Massieu
- Manuel Méndez de Vigo y Bernardo de Quirós

1923:
- Francisco Franco
- Pedro Escalera y Hasperue
- Joaquín Ezpeleta y Montenegro
- Conde de Bailén
- marqués de Villasierra
- Barón de Casa Soler
- Antonio Arias de Miranda y Berdugo
- Francico Setuaín
- Carlos López Dóriga
- Manuel María Arrillaga
- marqués del Castillo de Jara
- Conde de Riudoms
- marqués de Valero de Palma
- Barón de Río Tovia
- Juan Moreno de Guerra y Alonso
- marqués de Casa Real
- marqués de Rialp
- Luis Muro Navarro
- Juan García Ontiveros y Laplana
- Gonzalo Fernández de la Mora y Azcúe
- Cándido Rodríguez de Celis y Mediavilla
- José de Cuadras y Veyret
- Tomás de Ibarra y Lasso de la Vega
- Ramón Ibarra y González
- José Taramona y Díaz de Entresotos
- Fernando López Doriga y de la Hoz
- Fernando Villabaso
- Antonio Almagro y Méndez
- Luis Orgaz y Yoldy
- Mario Musiera y Planes
- marqués de Jura Real
- José Valles y Ortega
- Luis Casado y Escudero
- Joaquín Pintó y Lecanda
- Pedro Pérez de Guzmán y Urzáiz
- Francisco Javier de Salas González
- José Tahúr y Funes
- Pascual Cervera Cervera
- Luis de Asúa y Campos
- Pablo Rodríguez y García
- Adriano Pedrero y Beltrán
- José Juan Dómine
- Eduardo Escarpín y Lartiga

1924:
- marqués de la Mesa Asta
- Carlos Prast y Rodríguez de Llano
- Francisco Díaz Doménech
- Joaquín Ortiz de Zárate y López
- Francisco Romero y Hernández
- Juan Magaz y Fernández de Henestrosa
- Conde de Peña Ramiro
- Alfredo Coronel Cubría
- Enrique Rodríguez y Fernández de la Mesa
- Carlos de Losada Canterac
- Conde de Albiz
- José de Galinsoga y de la Serna
- Alonso Álvarez de Toledo y Curtopassi
- marqués de la Vega de Anzo
- marqués de Aguilar de Vilahur
- marqués de Masnou
- Rafael Sáenz Santa María de los Ríos
- Enrique Manrique de Lara
- José María Franco y Villalobos
- Carlos Godó Valls
- Luis María Cabello y Lapiedra
- marqués de Aracena
- Luis Bosch-Labrús y Blat
- Manuel Girona Fernández Maquieira
- Ignacio Despujol y Sabater
- José Antonio de Torréns
- Luis Gutiérrez y García
- marqués viudo de Villamijar
- José Ibarra y Méndez de Castro
- Joaquín Gay y Borrás
- Ignacio Ugarte Macazaga
- Mariano de Rivera Jue
- Victor Morelli y Sánchez Gil
- Gabriel Ferrer y Otero
- José González-Granda y Silva
- Victoriano Pérez Herce y Alvargonzález
- Rafael Fernández López
- marqués de Borja
- marqués de Casa Domecq
- Javier Milans del Boch y del Pino

1925:
- marqués de Sotelo
- marqués de Pozo Blanco
- Rafael Martí Fabra
- José Luis Tió Pascual de Zulueta
- Gaspar Cienfuegos Jovellanos
- Ramón María Puigmartí y Planas
- Alberto Blasco y Ochoa
- Juan Manuel de Cendoya
- Luis Romero Amorós
- Rafael Duyo Sedó
- Mariano Gómez Ulla
- Conde de Montefuerte
- Conde de Trigona
- Felipe Franco y Salinas
- Andrés Sesma Pascual
- Leopoldo O`Donell y Bragas
- Santiago Cullén y Verdugo
- Conde de Andino
- Pedro de Obregón Matti
- Francisco de Paula Nebot y Torrents
- Jacob Díaz Escribano
- Luis Andrade y Roca
- Antonio Sala Amat
- marqués de los Llamos
- Emilio González Llana
- Guillermo de Osma y Scull
- marqués de Magaz
- Luis Hermosa y Kith
- Francico Ruiz del Portal y Martínez
- Antonio Mayandía y Gómez
- Luis Navarro y Alonso de Celada
- Dalmiro Rodríguez y Pedré
- Adolfo Vallespinosa y Vior

1926:
- Ramón Franco Bahamonde
- Julio Ruiz de Alda Miqueleiz
- Luis Traviel de Andrade y Lerdo de Tejada
- Vicente Rodríguez Carril
- Sebastián Pozas Perea
- Antonio Camacho Benítez
- Antonio Carranza y García
- Francisco de León y Garabito
- Rafael del Río del Val
- Enrique Barrié y Zafra
- Gabriel Rodríguez Marbán
- Conde de Mayorga
- Conde de Malladas
- marqués de Novaliches
- marqués de Fuente Santa
- Conde de Montelirio
- Pedro Verdugo y Castro
- Carlos García Alonso
- Juan Fabiani Díaz de Cabria
- Antonio del Solar Taboada
- José María Gámez y Fossi
- Rafael Guajardo Fajardo
- José Ferrer Antón
- Mauricio Manrique de Lara
- marqués de Pilares
- Honorato Manera Ladico
- Julio Castro y del Rosario
- marqués de Encinares
- Francisco de Selgas Huerta
- José María Torroja Miret
- José Sánchez Noe
- José Pousa Gip
- Fernando Capaz Montes
- Enrique Chacón y Sánchez Torres

1927:
- Conde del Valle de Orizaba
- Rafael Rodríguez de Rivera
- José María de Azara y Vicente
- Federico Oliván Bago
- Julio Martínez Zapata
- Luis de la Gándara Marsella
- Javier Delgado Viaña
- marqués de Tiedra
- Álvaro Príes y Gross
- marqués de Vega de la Sagra
- José María Fernández de Peñaranda y Herrera
- José María Pemán
- Fernando Rivas García
- José María Sagnier Sanjuanena
- José de Peray March
- Andrés Garriga Bachs
- Francisco Zubillaga Reillo
- Francisco Coello y Pérez del Pulgar
- Pedro Pablo de Alarcón
- Carlos Tabeada y Sangro
- Enrique Martínez Merello
- Robustiano Ceballos
- Enrique Ansaldo y Bejarano
- Luis Janer Servitja
- Felipe Gómez Acebo y Torre
- José Osuna Pineda
- Conde de Xauen
- Pío Fernández Mulero
- Juan José de Liniers y Muguiro
- Salvador Moreno Fernández
- Eugenio Sanz de Larín
- Juan Antonio Suanzes y Fernández
- Juan Cervera y Valderrama
- Álvaro Guitián y Delgado

1928:
- Francisco de Cominges y Tapias
- Joaquín Aramburu Luque
- José López Pinto
- Enrique Cano Ortega
- Alfonso Pidal y Chico de Guzmán, III marqués de Pidal
- Fernando Casani Herreros de Tejada, Vizconde de Fefiñanes
- José Álvarez de las Asturias-Bohórquez Goyeneche, Marquesado de los Trujillos
- Gonzalo López Montenegro
- Francisco Regalado y Rodríguez

1929:
- Ignacio Jiménez Martín
- Francisco Iglesias Brage
- Joaquín Serra Astraín
- Angel Ruiz de Rebolledo
- Alfonso Álvarez de Toledo, XI marqués de Villanueva de Valdueza
- José María Álvarez de Toledo, XI Conde de la Ventosa
- Emilio García-Herreros y Cortés
- Manuel Manzanos y Matheu, Conde de Valdeprados

1930:
- Felipe Sánchez de la Cuesta y Navarro. General

1931:
- Wenceslao Benítez Inglott